# Lyctocoris dimidiatus

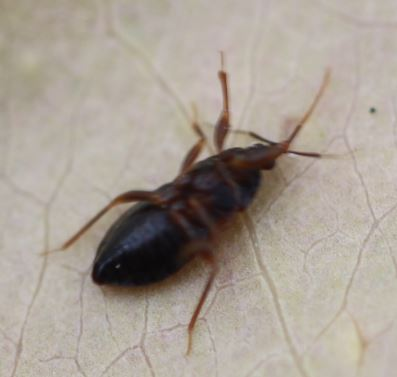
Ventralansicht

Lyctocoris dimidiatus ist eine Wanze aus der Gattung Lyctocoris. Diese wird von manchen Autoren der Familie der Blumenwanzen (Anthocoridae) zugerechnet, andere ordnen sie einer eigenen Familie Lyctocoridae zu.

## Merkmale
Die Wanzen haben eine Größe von 3,6–4,6 mm. Kopf, Halsschild, Schildchen, ein Großteil der Halbdecken sowie die Ventralseite des Hinterleibs sind braunschwarz. Die Basis des Coriums sowie der mittlere Bereich des Clavus ist rotbraun gefärbt, so dass diese zusammen ein in der Mitte unterbrochenes breites rotbraunes Querband über die Halbdecken bilden. Die Spitze des Clavus ist rotbraun gefärbt sowie am Übergang von Corium zum Cuneus befindet sich jeweils ein rotbrauner Fleck. Die ansonsten weiße Membran weist an der Basis sowie an der Spitze einen dunkelbraunen Fleck auf. Die Fühler sind rotbraun oder braunschwarz gefärbt. Sie bestehen typisch für die Gattung aus vier Gliedern, wobei die beiden ersten deutlich dicker sind als das dritte und vierte. Beine und Saugrüssel (Rostrum) sind rotbraun gefärbt. Die vorderen Femora sind kräftiger gebaut als die mittleren und hinteren.

## Verbreitung
Lyctocoris dimidiatus kommt in der Mitte, im Süden sowie im Osten Europas vor. Außerdem ist die Art auf Madeira und auf den Kanarischen Inseln vertreten. Sie ist mit Lyctocoris campestris eine von zwei Arten der Gattung im deutschsprachigen Raum.

## Lebensweise
Die Wanzen findet man häufig an Totholz, unter loser Borke, in Vogelnestern sowie in Erdhöhlen verschiedener Säugetiere. Sie leben räuberisch von Kleininsekten und verschiedenen Gliederfüßern. Die Imagines überwintern.